# Stenoloba marina
Stenoloba marina là một loài bướm đêm trong họ Noctuidae.